# Olympische Sommerspiele 2008/Teilnehmer (Ruanda)
| Gelbes Symbol für Goldmedaillen mit stilisierten Olympischen Ringen | Graues Symbol für Silbermedaillen mit stilisierten Olympischen Ringen | Braundes Symbol für Bronzemedaillen mit stilisierten Olympischen Ringen |
| ------------------------------------------------------------------- | --------------------------------------------------------------------- | ----------------------------------------------------------------------- |
| —                                                                   | —                                                                     | —                                                                       |

Ruanda war mit der Teilnahme an den Olympischen Sommerspielen 2008 in Peking insgesamt zum 7. Mal bei Olympischen Spielen vertreten. Die erste Teilnahme war 1984.

## Leichtathletik
| Disziplin         | Männer         | Frauen                |
| ----------------- | -------------- | --------------------- |
| 10.000-Meter-Lauf | Dieudonné Disi |                       |
| Marathon          |                | Epiphanie Nyirabarame |

## Schwimmen
| Disziplin         | Männer             | Frauen             |
| ----------------- | ------------------ | ------------------ |
| 50 Meter Freistil | Jackson Niyomugabo | Pamela Girimbabazi |